# کریستین نرلینگر
کریستین نرلینگر (انگلیسی: Christian Nerlinger؛ زادهٔ ۲۱ مارس ۱۹۷۳) بازیکن فوتبال اهل آلمان است.
از باشگاه‌هایی که در آن بازی کرده‌است می‌توان به باشگاه فوتبال بایرن مونیخ ۲، باشگاه فوتبال کایزرسلاوترن، باشگاه فوتبال رنجرز، باشگاه فوتبال بروسیا دورتموند، و باشگاه فوتبال بایرن مونیخ اشاره کرد.
وی همچنین در تیم‌های ملی فوتبال زیر ۲۱ سال آلمان و آلمان بازی کرده‌است.